# (385362) 2002 PT170
(385362) 2002 PT170, também escrito como (385362) 2002 PT170, é um objeto transnetuniano que está localizado no cinturão de Kuiper, uma região do Sistema Solar. Este objeto é classificado com um cubewano. Ele possui uma magnitude absoluta de 6,4 e tem cerca de 231 km de diâmetro.

## Descoberta
(385362) 2002 PT170 foi descoberto no dia 5 de agosto de 2002 em Mauna Kea.

## Órbita
A órbita de (385362) 2002 PT170 tem uma excentricidade de 0,146 e possui um semieixo maior de 46,060 UA. O seu periélio leva o mesmo a uma distância de 39,343 UA em relação ao Sol e seu afélio a 52,777 UA.